# Урасписы
Урасписы (лат. Uraspis) — род лучепёрых рыб из семейства ставридовых. Широко распространены в тропических и тёплых умеренных водах всех океанов. Максимальная длина тела представителей разных видов варьирует от 28 до 58 см. Морские бентопелагические рыбы. Обитают в прибрежных водах на глубине до 300 м. Имеют местное промысловое значение.

## Классификация
В состав рода включают 3 вида:
- Uraspis helvola (Forster, 1801) — Белоязычный ураспис
- Uraspis secunda (Poey, 1860)
- Uraspis uraspis (Günther, 1860) — Обыкновенный ураспис

Взрослых особей U. helvola and U. secunda практически невозможно отличить по внешнему виду. Некоторые отличия по динамике роста молоди позволяют рассматривать эти два вида в качестве валидных. Если дальнейшие исследования покажут, что виды являются конспецифичными, то по временному приоритету описания останется название Uraspis helvola, а U. secunda перейдёт в синонимию.